# Oleksiniec Nowy
Oleksiniec Nowy (ukr. Новий Олексинець) – wieś na Ukrainie, w obwodzie tarnopolskim, w rejonie krzemienieckim.